# クロヒヨドリ
クロヒヨドリ（黒鵯、学名：Hypsipetes madagascariensis）は、スズメ目ヒヨドリ科に分類される鳥類の一種。

## 分布
- 台湾、中国、マダガスカル、アフリカ

## 形態
ほぼ全身が黒い。嘴と足は真紅でよく目立つ。頭部の羽毛がけばだっていることが多い。

## 生態
低山に生息する。人里に近い地域では、屋根や電線などに止まっていることも多い。
囀りは詰まった雰囲気で、同属のシロガシラなどに比べると美しいとはいえない。